# دان ميلر (مذيع)
دان ميلر (بالإنجليزية: Dan Miller)‏ هو مذيع ‏ أمريكي، ولد في 30 سبتمبر 1941 في أوغستا في الولايات المتحدة، وتوفي في 8 أبريل 2009 بسبب نوبة قلبية.

## وصلات خارجية
- دان ميلر على موقع IMDb (الإنجليزية)